# Lista över naturreservat i Värmlands län
Detta är en lista över naturreservat i Värmlands län, sorterade efter kommun.

## Arvika kommun
- Bergs klätt
- Byamossarna
- Glaskogen
- Gårdsviksfjället
- Krokstadön
- Perserud
- Rackstadskogens naturreservat
- Stömne
- Svarthavet
- Öjenäsbäcken
- Örvattnet

## Eda kommun
- Deletjärnsåsen
- Glaskogen
- Gråberget (naturreservat)
- Gullrosas berg
- Järnskogsfjället
- Kloften
- Kvickneåsen
- Norra Lien
- Påterudsskogen
- Ryttersfjället
- Skutan
- Tallmon
- Tippmyren
- Torgilsrudsälven (naturreservat)

## Filipstads kommun
- Brattfors brandfält
- Brattforsheden
- Geijersdalsmossen
- Guldplatshagen
- Hornkullstorps naturreservat
- Högbergsfältet
- Kittelfältet
- Lungälvsravinerna
- Munkmossarna
- Nordmarksmyrarna
- Stenbäcken (naturreservat, Filipstads kommun)
- Stormossen Finndalens naturreservat
- Svartån
- Tibergs udde
- Åbengtshöjden

## Forshaga kommun
- Edeby
- Nedre Lustnäs naturreservat
- Pannkakan
- Tjärnberget
- Torsberget
- Örtenberget

## Grums kommun
- Getgarsudde
- Gårdsviksfjället
- Ryens naturreservat
- Värmlandsskärgården

## Hagfors kommun
- Bollåsens naturreservat
- Brattforsheden
- Fräkensjömyrarna
- Ginbergsängen
- Mana-Örbäcken
- Nordsjöskogen
- Norskog Skallberget
- Råda stormosse
- Svartån
- Sörskog Skallberget

## Hammarö kommun
- Värmlandsskärgården

## Karlstads kommun
- Bergviks uddes naturreservat
- Brattforsheden
- Bålbergets naturreservat
- Dansarebacken
- Högemon
- Kaplansholmen
- Kärrholmen
- Lämpenshålan
- Nedre Prostgårdsälven (naturreservat)
- Niklasdals lövskog
- Nordbyberget
- Rustad strandskog
- Råglandaberget
- Segerstads skärgård
- Skålsåsens naturreservat
- Styggvrån
- Sörmon
- Timmeröarna
- Torrakberget
- Torskeds naturreservat
- Värmlandsskärgården
- Ölmans lövskogsraviners naturreservat

## Kils kommun
- Kilsravinerna
- Klackskullens naturreservat
- Krokstadön
- Ravinerna vid Apertin
- Rennstadsnipan
- Storhöjdens naturreservat

## Kristinehamns kommun
- Blomsterhultsmossen
- Dyrön (naturreservat)
- Gockoöarna
- Inre Kilsviken
- Klämmeshöjden
- Kummelön (naturreservat)
- Norra Konsterud
- Nötön-Åråsviken
- Sibberön (naturreservat)
- Skogmossens naturreservat
- Stor-Älgsjön (naturreservat)
- Stora Vilången (naturreservat)
- Södra Konsterud
- Visnums Stormosse naturreservat
- Värmlands Säby (naturreservat)
- Värmlandsskärgården (östra delen)

## Munkfors kommun
- Hästskoholmen

## Storfors kommun
- Baksjön (naturreservat)
- Dalstorps skogar
- Fridensborgshöjden
- Stor-Älgsjön (naturreservat)
- Stora Höjden
- Stora Vilången (naturreservat)
- Timmerhöjden

## Sunne kommun
- Gettjärnsklätten
- Kalvhöjden
- Sånebyklätten
- Tiskaretjärn (naturreservat)

## Säffle kommun
- Bjursjöhöjden
- Gillbergasjön (naturreservat)
- Gillbergaskogen
- Gillertjärn (naturreservat)
- Glaskogen
- Gårdsviksfjället
- Hösås (naturreservat)
- Kackerudsmossen
- Kanan (naturreservat)
- Kilafjället
- Lilla Örtjärnskogen
- Lurö skärgård
- Millesviks skärgård
- Olsmossen
- Sandåns lövskog
- Segolstorpshöjden
- Svarttjärnshöjden
- Torps bergbrant
- Ulvfjället
- Värmlandsskärgården  (västra delen)
- Yttre Hedane

## Torsby kommun
- Abborrtjärnsberg
- Acktjärnsåsens naturreservat
- Averåfjäll
- Björnhultet
- Branäsberget
- Brattknölen
- Brånberget
- Brännåsens naturreservat
- Butjärnskogens naturreservat
- Båtstadknallen
- Danshallmyren
- Digerberget
- Dundern
- Dörrfjällets naturreservat
- Enberget
- Erola
- Fjärhanaskogen
- Fänstjärnsskogen
- Gartosofta
- Gobackberget-Berttjärnhallen
- Granberg
- Gräsbäcken
- Gultberget
- Harfjällets naturreservat
- Havsjöskogens naturreservat
- Havsvalladalens naturreservat
- Heinaho
- Hjällstadskogen
- Horsstomyren-Storberget
- Hovfjället
- Hultbergets naturreservat
- Huskeberget
- Husmansknölen
- Håns naturreservat
- Hällåskullens naturreservat
- Hästbergets naturreservat
- Höljans naturreservat
- Höljberget
- Ivana
- jan i Myren
- Kallkärrets naturreservat
- Kampåsen
- Klosstjärnsberget
- Knappnäs
- Krokolaknölen
- Kullarna
- Kvarnberget
- Kölarna naturreservat
- Lisselberget
- Lisselåsen
- Långåsberget
- Lövbergsknölen
- Makkaraberg
- Malbäckskölen
- Mammasberg
- Markbackarna
- Martatjärnsskogens naturreservat
- Mulldusen
- Måns-Olasberg
- Märramyrens naturreservat
- Nattjärnsskogens naturreservat
- Normyrarna
- Nybrännans naturreservat
- Näsknölen
- Päggonätto naturreservat
- Persby-Gillersbergs naturreservat
- Reito
- Ritamäki
- Ritamäki Nord
- Råbäcken
- Rännberg
- Rävåsen
- Sjögaråsen
- Skallbergets naturreservat
- Skarp-Juberget
- Skavåsen
- Skrallarberget
- Soienmägg
- Stormyren
- Stormyråsens naturreservat
- Sågbäcken
- Tallknölbäcken
- Titjärnsskogen
- Torrknölen
- Trekanten
- Trugåsen
- Uggenäs naturreservat
- Vimyren
- Vålhallberget
- Västanvik
- Åskakskölens naturreservat
- Ömtberget

## Årjängs kommun
- Bergvattsdalen
- Bryngelsdalen
- Brännan (naturreservat, Årjängs kommun)
- Båstanäs naturreservat
- Deletjärnsåsen
- Falldalen
- Fjornshöjden
- Flatsmossen
- Gatefjällsbrantens naturreservat
- Glaskogen
- Håltebyns brandfält
- Järnskogsfjället
- Kesebotten
- Korsdalen
- Kroktjärnsskogens naturreservat
- Låssbyn (naturreservat)
- Myrbråten
- Tegen (naturreservat)
- Tegsnäset (naturreservat)
- Tokils naturreservat
- Ulvsjömyrarna
- Ängemyrarna
- Ängtjärnshöjden
- Öjersbyn (naturreservat)
- Ösjöskogens naturreservat